# Isoindolina

Estrutura química da isoindolina

Isoindolina é um composto orgânico aromático heterocíclico. Possui uma estrutura bicílcica, consisttindo de uma anel benzênico de seis membros fundido a um anel de cinco membros contendo nitrogênio. A estrutura do composto é baseada na estrutura da indolina mas na qual o átomo de nitrogênio está na posição 2 e não na 1 do anel de cinco membros.

## Compostos aromáticos relacionados
- Indolina
- Indol
- Indeno
- Benzofurano
- Carbazol
- Carbolina
- Isatina
- Metilindol
- Oxindol
- Pirrol
- Escatol
- Benzeno